# Hold the Dark
Hold the Dark (conocida en España como Noche de lobos) es una película de suspenso estadounidense estrenada en el año 2018 en la plataforma Netflix, basada en la novela homónima de William Giraldi, dirigida por Jeremy Saulnier y protagonizada por Jeffrey Wright, Alexander Skarsgård, James Badge Dale y Riley Keough.

## Argumento
En Keelut, Alaska, un pequeño núcleo urbano yup'ik compuesto por no más de 30 casas, Bailey Slone juega en el exterior de su casa con un soldado de juguete en la nieve cuando ve surgir un lobo del río helado que se detiene y le observa desde la distancia. A continuación Medora Slone cierra con candado una puerta, abre la trasera donde ve que únicamente queda el soldadito en el lugar en el que jugaba su hijo y comienza a escribir una carta. La recibe en navidades Russell Core, un escritor con varios libros publicados especializado en las relaciones sociales de los lobos y su hábitat natural. Ella le contacta por este motivo solicitando su ayuda para encontrar a su hijo, pues cree que fue llevado por lobos. Se trata de una situación que ha ocurrido recientemente otras 2 veces en la aldea sin que nadie haya salido a capturarlos ni encontrar a los niños. Le pide que aunque no esté vivo, por lo menos mate al animal para así tenar algo que mostrarle a su marido, quien está fuera de casa combatiendo y regresará pronto.
Cuando Core llega charlan brevemente. Se fija en la máscara de madera de la pared con forma de cabeza de lobo. Ella le indica que no tuvo fuerzas para informar a su marido de la desaparición de Bailey aunque supone lo harán los hombres de la aldea. Core también tiene 1 hija que vive en Anchorage, ciudad que Medora no considera parte de Alaska, de la que está distanciado. Le cede las botas de nieve de su marido y salen a ver la zona donde desaparecieron los otros niños. Uno de ellos fue la hija de Cheeon, amigo de su esposo. Le cuenta que Vernon y ella se conocen desde siempre, que él dijo que nunca la dejaría a pesar de lo cual se alistó a una falsa guerra estando Bailey enfermo. Core por su parte confiesa que cuando disparó a la loba sólo lo hizo como última opción y que no cree que la venganza forme parte del orden natural. Tras cenar y acostarse, Core despierta al oír plegarias de Medora durante su baño, quien entra poco después en el salón con la máscara cubriéndole la cara que se quita para recostarse a su lado y tomar la mano de Core llevándola alrededor de su cuello apretándola en señal de estrangulamiento. Core la retira y entonces vemos que Cheeon está observando varios metros afuera de la casa.
En el desierto de Fallujah varios todoterrenos del ejército estadounidense persiguen un vehículo de insurgentes. Cuando éste vuelca se produce una refriega en la que mueren ametrallados por Vernon desde su puesto en el techo del blindado; otro soldado se saca fotografías con el vehículo ardiendo. Poco después, mientras forma parte de un control de seguridad instalado en un pueblo, algo llama su atención y se dirige a una vivienda junto a la que una cabra está balando, en la que descubre a una mujer local siendo violada por otro soldado. Tomándole por sorpresa, le apuñala varias veces y entrega su cuchillo a la mujer saliendo de la casa y encendiendo un cigarrillo. Cuando de repente la resistencia local comienza un tiroteo, recibe un disparo en el cuello que le provoca una enorme hemorragia. Consigue taponar la herida mientras se le aparece Bailey antes de perder el conocimiento. Con la hemorragia cortada tras recibir asistencia médica despierta en una camilla portada por varios compañeros que le suben a un helicóptero de evacuación para ser repatriado.
De madrugada Core inicia su marcha a la búsqueda de los lobos encontrándose al abandonar la aldea con Illanaq, que le indica que Medora conoce el Mal. En su travesía divisa el manantial de aguas termales que mencionó Medora y tras caminar varias horas más finalmente avista una manada devorando a un cachorro. Los lobos le detectan cuando Core tropieza y cae rodando por la nieve y rápidamente corren hacia él. Tras conseguir armar el rifle de Vernon a tiempo, la manada se detiene durante unos momentos en que los lobos y Core evalúan la situación. El macho alfa es el lobo del encuentro con Bailey y al bajar Core el arma lentamente, los lobos se retiran. Cuando regresa a Keelut es de noche, la chimenea está encendida, la casa vacía con los cajones de Medora revueltos y el candado de la puerta abierto. Conduce al sótano donde encuentra el cuerpo del niño. Al salir a pedir ayuda, enfrenta a Illanaq diciéndole que ella lo sabía y ella le pide que les deje con sus demonios. Cheeon y varios vecinos están junto al cuerpo rezando en yup'ik. Conversando con el Detective Jefe Marium, Core le indica que ella le estranguló y se marchó para que él encontrara el cuerpo. El detective le acompaña al hotel, le pide que se quede para esperar el regreso de Vernon y al preguntarle su opinión sobre lo ocurrido, Core le relata su encuentro con los lobos indicándole que las muertas de lobeznos se producen en periodos de escasez o para solucionar tensiones del grupo.
Vernon está recordando la conversación que mantuvo con Bailey poco antes de alistarse. Su hijo dijo que se había sentido bien cuando mató al ciervo, su primera vez, y a su vez le preguntó por la persona que mató Vernon, algo que le contó Medora. Le explicó que se hace para proteger lo que amas y necesitas, y también le habló que aunque se iba a ir, estaría siempre con él. Bailey le pidió que no le mintiera. Ahora Cheeon ha ido a recogerle al aeropuerto para llevarle al depósito de cadáveres. En la sala de espera se encuentran con Core al que Vernon reconoce por llevar sus botas. Core entiende que no tiene razones para quedarse cuando Vernon le indica que lo único que puede hacer por él es devolver a su hijo a la vida. Los policías informan orgullosos a Slone que su mujer ha sido vista en unas minas y que confían en detenerla pronto. Tras despedirse de Bailey, estrecha a disgusto la mano que Marium le ofrece como muestra de su compromiso y él a su vez se la ofrece a Core. Marium entonces acerca a Core al hotel y poco después, Vernon dispara a los otros 2 policías. El Detective escucha algo raro pero en lugar de regresar, no le da importancia y continúa conduciendo. Vernon y Cheeon han recuperado el cuerpo del niño y lo transportan a un bosque bajo un tótem donde le dan sepultura con un ritual tribal. Cheeon le ofrece su segundo coche a Vernon indicándole que le intentará conseguir tiempo para la huida. Vernon le da el pésame por la muerte de su hija, que ambos saben que no tuvo nada que ver con la de Bailey. De vuelta en su casa con los informes policiales de su caso, localiza donde ha sido vista por última vez Medora, se aprovisiona, descubre que la máscara ha desaparecido y se dirige a la casa de Illanaq. Ella le indica que no pudo impedirlo, que dirija su ira a otros o a él mismo y le relata la última vez que vinieron los lobos cuando era una niña y la gripe mató a la mitad de la aldea. Dejaron los cuerpos en iglús por la noche y al amanecer aparecieron desperdigados sin que pudieran recibir un entierro digno. A la mañana siguiente Core está en el hotel viendo noticias de la guerra de Irak de 2004 y dejándole un mensaje a Amy para que sepa que está en Alaska y quiere verla. Tras colgar tiene una visión de Medora contándole que hay algo raro en el cielo por lo que llama a la policía del condado para informar al detective Marium de algo que ha descubierto. Cuando le cuelgan la llamada, decide conducir hacia Keelut. La policía acaba de descubrir los cadáveres del depósito, la muerte del forense, la ausencia del cuerpo de Bailey y han identificado que las balas disparadas se corresponden con una pistola registrada a nombre de Cheeon. Core acaba de encontrar el cuerpo sin vida de Illanaq al tiempo que la policía llega y se dirige a su encuentro. Marium se acerca desarmado a dialogar con Cheeon intentando que se entregue voluntariamente en consideración a que es el hermano de su esposa. Cheeon relata su desinterés por investigar la desaparición de su hija, el abandono de su esposa del asentamiento tras su muerte, que será mayoritario a pesar de la ayuda estatal recibida para urbanizar sus viviendas, lo que desdeña, y le reta a que prepare lo que va a tener que decir al final del día a su esposa. Al rechazar entregarse, Marium comienza a organizar a sus hombres en espera de la llegada de una unidad táctica, pero Cheeon toma abre fuego con una ametralladora M60 con los que hiere y mata a muchos oficiales antes que Marium se infiltre en la casa y mate a Cheeon.
En una posada junto a una mina donde se avistó a Medora, confirma que fue a ver a John, un conocido anciano cazador que habita la mina. Se sorprende al ver llegar otro caucásico, como Medora y él mismo, y le explica que no le impidió marchar porque en esa zona no se hace cumplir la ley cuando muchas mujeres matan a sus propios hijos. Recuerda que le trató de niño cuando su padre le llevó para tratar una psicopatía en busca de aceite de lobo recetado por una chamán. Le muestra su máscara dejada por Medora y le sugiere que elija una entre las que tiene porque piensa que necesita dejar salir al lobo. Tras elegir una y ponérsela, mata a John. Escapa huyendo herido por un disparo de la posadera y se dirige a casa de Shan, otro amigo de la infancia, para que le trate la herida. Cuando Core está cenando en casa de los Marium, quienes esperan su primer hijo, se da cuenta de que Medora le quería como testigo de cómo salvaba a Vernon y a ella de sus 'oscuridades' y dónde se oculta. Despertando de un sueño donde él y Medora se bañan en las aguas termales, Vernon descubre a Shan delatándole para ayudar en su proceso de rehabilitación por problemas de drogas, y enmascarado, le mata.
El Detective consigue una avioneta policial para agilizar la localización de la cueva y anticiparse a Vernon. Cuando examinan huellas muy recientes de lobos, una flecha de Vernon atraviesa el cuello de Marium. Sin poder taponar la hemorragia, Core consigue anticiparse encontrando a Medora en la cueva y apresurándola para que escapen. Core recibe una flecha en el pecho de Vernon quien enmascarado comienza a estrangular a su mujer. Medora le quita la máscara y la libera. Se abrazan y Core cae inconsciente. A la mañana siguiente, tras extraerle la flecha, los 2 se van dejando en la cueva a Core. Éste sale buscando ayuda y tras un rato caminando cae agotado dándose cuenta de que los lobos le observan. Sin embargo, Core está en el remolque de una motonieve junto a un padre y su hijo que le cuentan que los lobos le indultaron. Tras dejarle en un tipi para que dos chamanes le curen, entra una anciana también caucásica que tras observar un rato parte llevándose las botas de Vernon. Los Slone han recuperado el ataúd de Bailey que llevan en el trineo mientras se alejan caminando por el bosque y 2 lobos corren juntos. Core se recupera de su herida en el hospital acompañado por Amy.

## Reparto
- Jeffrey Wright como Russell Core. Convivió en solitario durante 1 año con una manada de lobos y es autor de varios libros sobre el tema. Distanciado de su única hija y divorciado, intenta recuperar el contacto con ella.
- Alexander Skarsgård como Vernon Slone. Nativo de Keelut, se alista para combatir en la Guerra de Irak de 2004. Amigo de Cheeon desde la infancia.
- Riley Keough como Medora Slone. Toda su vida vivió en Keelut. La felicidad para ella sería vivir en un manantial de aguas termales próximo junto a su marido.
- James Badge Dale como Donald Marium. Detective Jefe de la Policía del Condado de Emery. Casado con la hermana de Cheeon, esperan el nacimiento de su primer hijo, a sus 43 años.
- Macon Blair como Shan. Amigo de la infancia de Vernon, está incluido en un programa estatal de rehabilitación para lo que recibe incentivos de reducción de su pena por buenos comportamientos.
- Julian Black Antelope como Cheeon. Su hija Alessie desapareció llevada por lobos poco antes de la desaparición de Bailey. A pesar de estar emparentado con el Detective Jefe, éste se desentiende de la búsqueda de la niña. Cuando Vernon comenta que las desapariciones no están relacionadas parece estarse refiriendo a un problema cultural de adaptación a las sociedades urbanas de los yupi'k.
- Beckham Crawford como Bailey. En la escuela le enseñaron que matar estaba mal y su padre le dijo que había excepciones.
- Tantoo Cardinal as Illanaq. Una anciana angalkuq, chamán, juez y curandero yup’ik, que refiere el episodio de la gripe de 1918 que asoló Alaska, portada por europeos inmunes que arribaron tras combatir en la 1.ª Guerra Mundial.

## Recepción
En Rotten Tomatoes cuenta con un índice de aprobación del 71% basado en 43 reseñas con un índice de audiencia promedio de 6.4 sobre 10. En Metacritic tiene un puntaje de 63 sobre 100, indicando críticas generalmente favorables.